# Bogidiella sbordonii
Bogidiella sbordonii is een vlokreeftensoort uit de familie van de Bogidiellidae. De wetenschappelijke naam van de soort is voor het eerst geldig gepubliceerd in 1974 door Ruffo & Vigna-Taglianti.